# 鸭舌癀属
鸭舌癀属（学名：Phyla）是马鞭草科下的一个属，为多年生匍匐草本植物。该属共有约10种，分布于北美及中美洲。